# Гасан II
Гасан II (год. рожд. неизв. — 1287) — армянский князь Хачена.
Владения охватывали Верхний Хачен (Цар). Сын Григора I Допяна. Был женат на Мамкан — дочери Арагацотнского князя из рода Вачутян. Исторические источники о Гасане II в основном церковные надписи. Согласно источникам территория его владении достигали до восточных берегов Севана. По одной хронологии скончался зимой 1287 года, вместе с Иванэ-Атабак I сыном Гасан-Джалала. В «Плаче» (1295 г.) Хачатура Кечареци, есть также упоминание о Гасане II. Власть унаследовал сын Григор II. Другой сын Атанас был настоятелем монастыря Дадиванк в 1260—1270 годах.